# 1786 în literatură
Anul 1786 în literatură a implicat o serie de evenimente și cărți noi semnificative.  

## Cărți noi
- William Thomas Beckford - Vathek
- James Boswell - Dorado, a Spanish Tale (published anonymously)
- The Surprising Adventures of Baron Munchhausen, traducere din limba germană în engleză de G. A. Bürger
- Harriet Lee - The Errors of Innocence
- Sarah Trimmer - Fabulous Histories